# Čína na Zimních olympijských hrách 1992
Čínu na Zimních olympijských hrách v roce 1992 reprezentuje výprava 32 sportovců (12 mužů a 20 žen) ve 6 sportech.

## Medailisté
| Medaile | Jméno         | Sport          | Soutěž      |
| ------- | ------------- | -------------- | ----------- |
| Stříbro | Li Jen        | Short track    | Ženy 500 m  |
| Stříbro | Jie Čchiao-po | Rychlobruslení | Ženy 500 m  |
| Stříbro | Jie Čchiao-po | Rychlobruslení | Ženy 1000 m |